# Trichoptya horus
Trichoptya horus là một loài bướm đêm trong họ Noctuidae.